# Rue de Béarn
La rue de Béarn se situe dans le quartier du Marais à Paris dans le 3e arrondissement.

## Situation et accès
Longue de 181 mètres, elle commence place des Vosges et se termine rue Saint-Gilles.
Ce site est desservi par la station de métro Chemin Vert.

## Origine du nom
Elle est ainsi nommée en l'honneur d'Henri IV, fondateur de la place Royale, future place des Vosges, né à Pau, alors capitale de la vicomté souveraine du Béarn.

## Historique

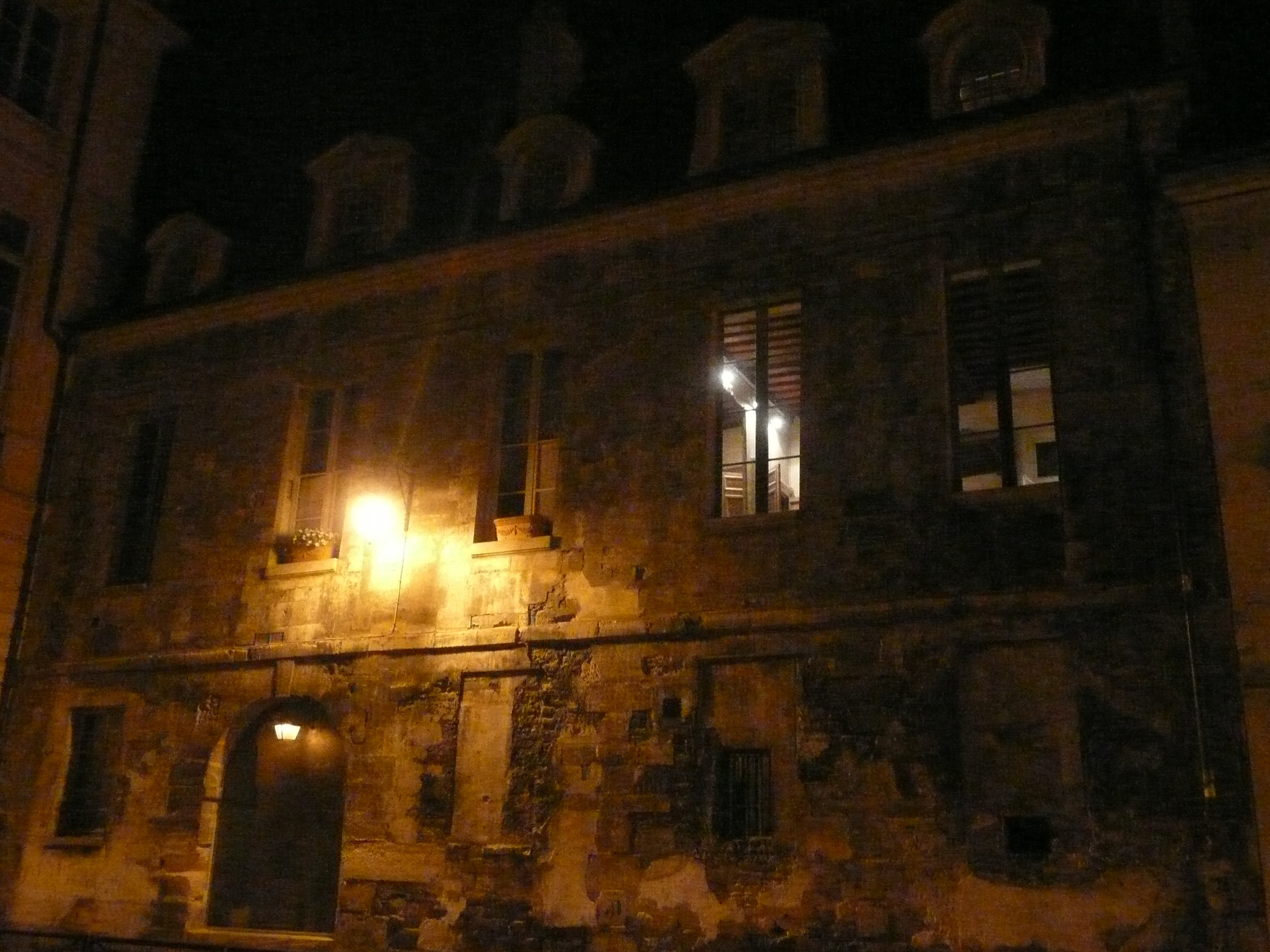
Façade du no 1 bis.

La rue est créée en 1607 entre la place des Vosges à la rue des Minimes. Elle est tracée sur les terrains appartenant à Louis Gallucio de L'Hospital, seigneur de Vitry. Cette propriété faisait autrefois partie du parc de l'hôtel des Tournelles ; c'est pourquoi cette nouvelle voie est d'abord baptisée « rue du Parc-Royal » ou « du Parc-des-Tournelles ». Elle est également appelée « rue du Pavillon-du-Roi ». À partir de 1650, elle prend le nom de « rue de la Chaussée-des-Minimes » en référence au couvent des Minimes de la place Royale. En 1792, elle est renommée « rue des Fédérés », puis « Nationale » avant de reprendre son nom de « rue de la Chaussée-des-Minimes ».
La rue est prolongée en 1805 jusqu'à la rue Saint-Gilles à l'emplacement de l'ancienne église du couvent des Minimes,. Son « cloître et sa bibliothèque se trouvaient approximativement à l'emplacement de la caserne de gendarmerie des Minimes. Certains éléments extérieurs de la caserne et une rampe d'escalier XVIIe siècle proviennent de ce couvent. Elle prend son nom actuel en 1867 ».
En août 1896, des travaux de voirie réalisés sur l’emplacement autrefois occupé par la chapelle du couvent mettent au jour deux cercueils en plomb datant de 1630, qui sont ensuite transportés au musée Carnavalet.

## Bâtiments remarquables et lieux de mémoire
- No 2 (et 28, place des Vosges) : ancien hôtel d’Espinoy et Pavillon de la Reine[5].
- No 3 : ancienne potence pour ligne électrique de la fin du XIXe siècle[6].
- No 10 : à cette adresse se trouvait en 1887 une « maison de secours »[7]. En 1895, 134 tuberculeux y reçoivent 783 consultations[8].
- No 12 : ancienne caserne de gendarmerie des Minimes, acquise par la ville de Paris en 1823, qui se trouvait sur l’emplacement du couvent des Mimines et de son église, cette dernière ayant été selon certaines sources en partie détruite en 1798[9]. En 1904 est signalée la présence sur l’un de ses murs d’une statue de la Vierge protégée par un grillage « en parfait état de conservation »[10]. La caserne est reconstruite dans les années 1910, ce qui entraîne la démolition d’un cloître du XVIIe siècle, « dont les trois côtés formaient la cour centrale », et de l’aile droite de l’ancienne église des Minimes[9]. 2020 voit l’achèvement de travaux destinés transformer la caserne en un ensemble immobilier de 70 logements sociaux ; l’ancien parking de la gendarmerie, jusque-là réservé aux militaires, devient un jardin public, le jardin Arnaud-Beltrame[11],[12]

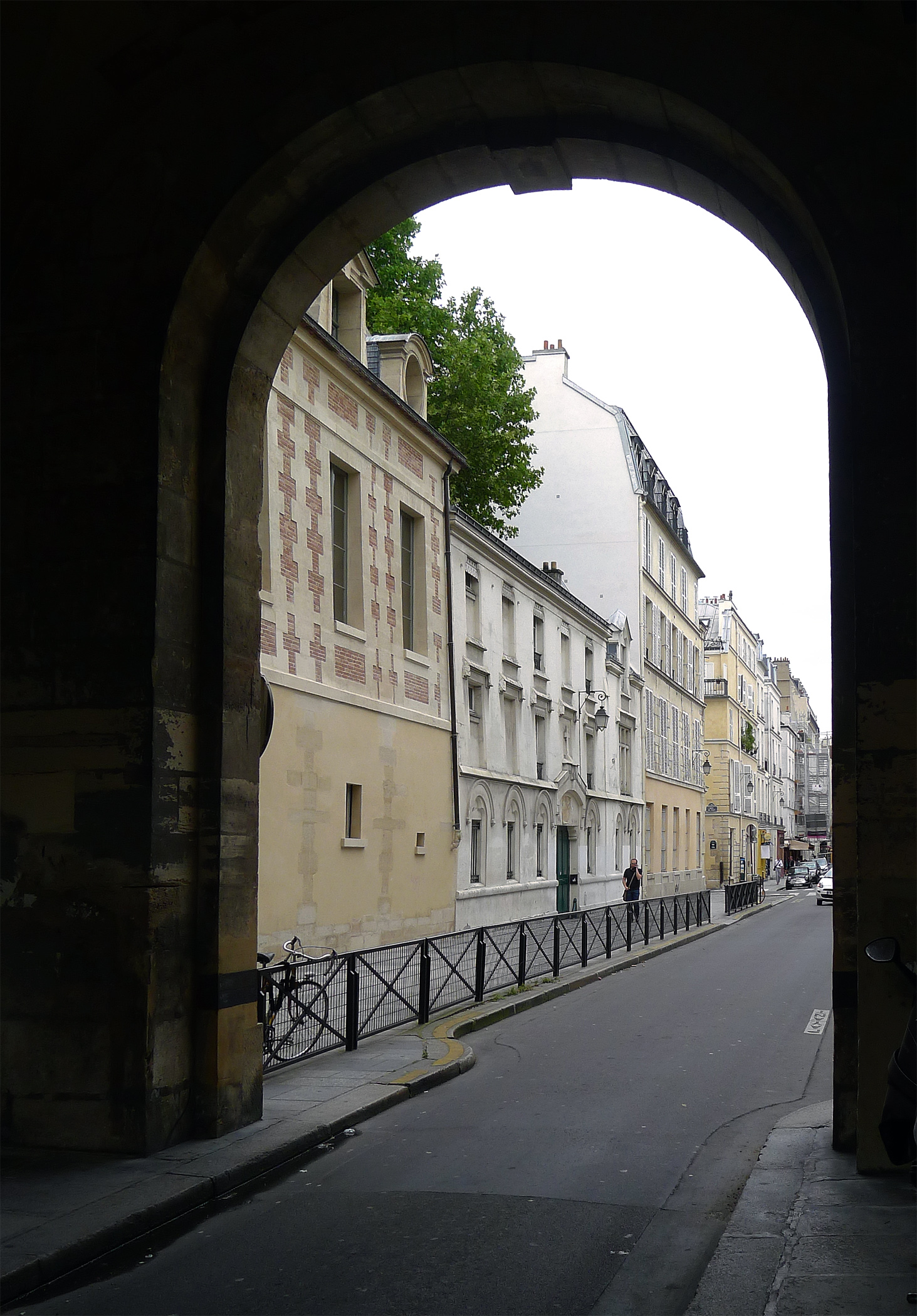
La rue de Béarn vue depuis la place des Vosges.
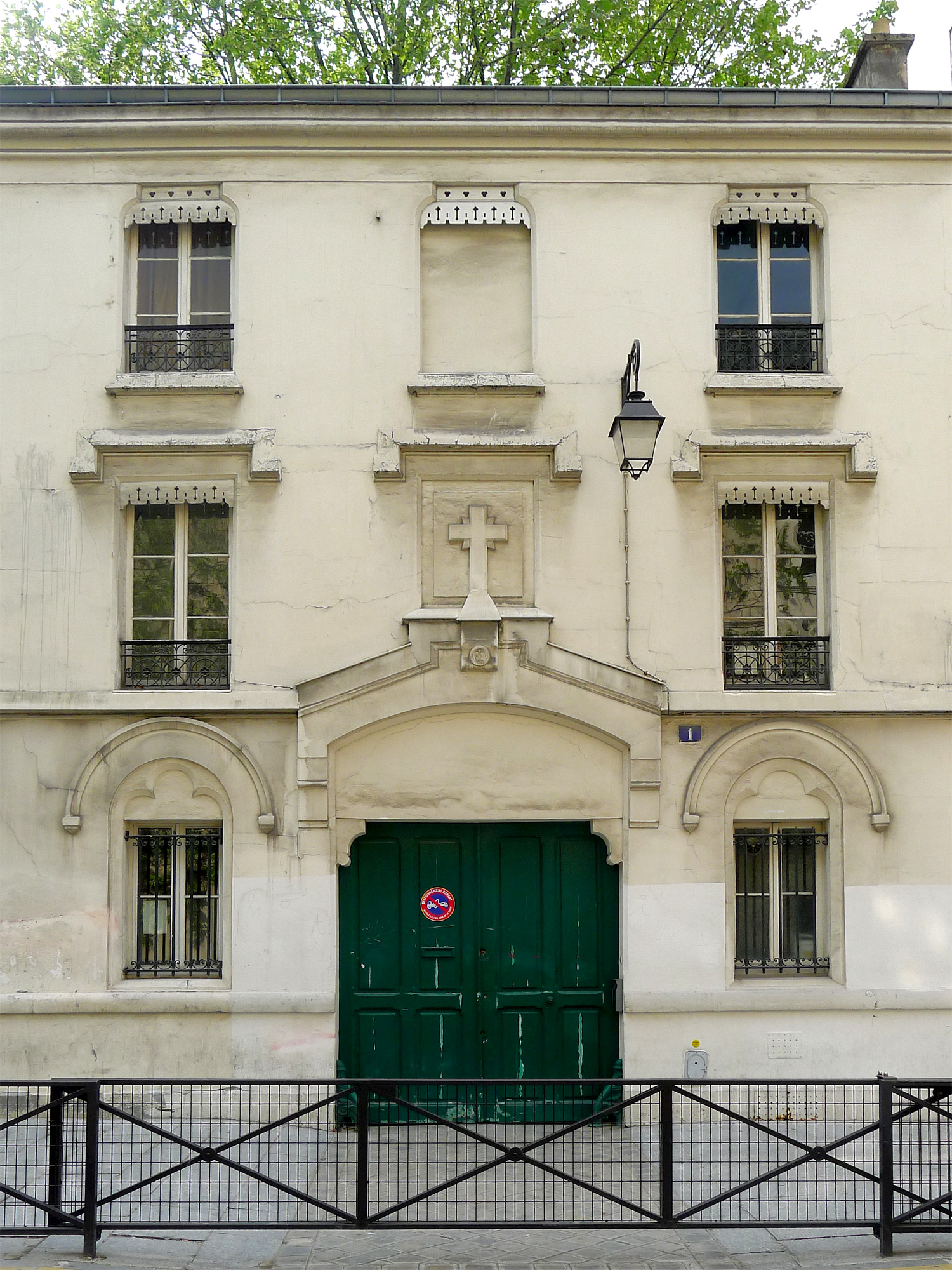
No 1.
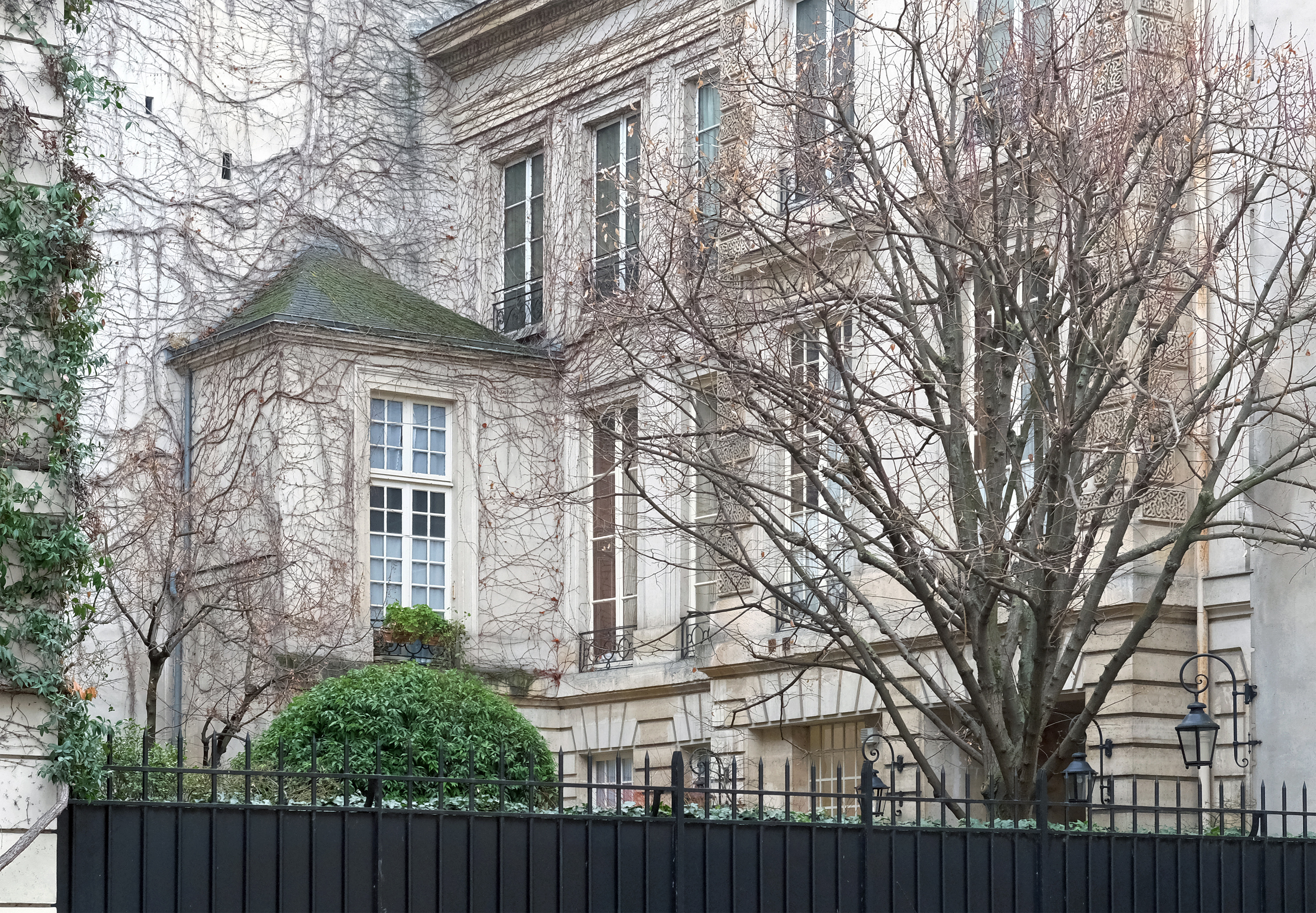
No 2.
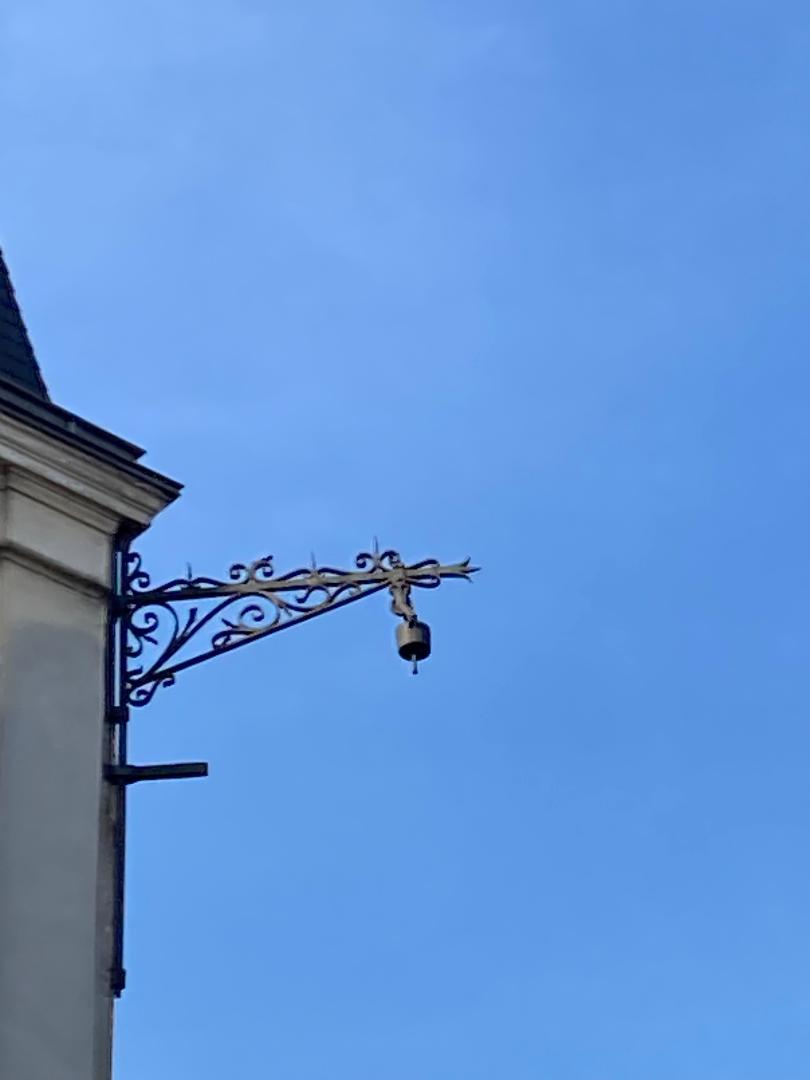
No 3, ancienne potence pour ligne électrique.
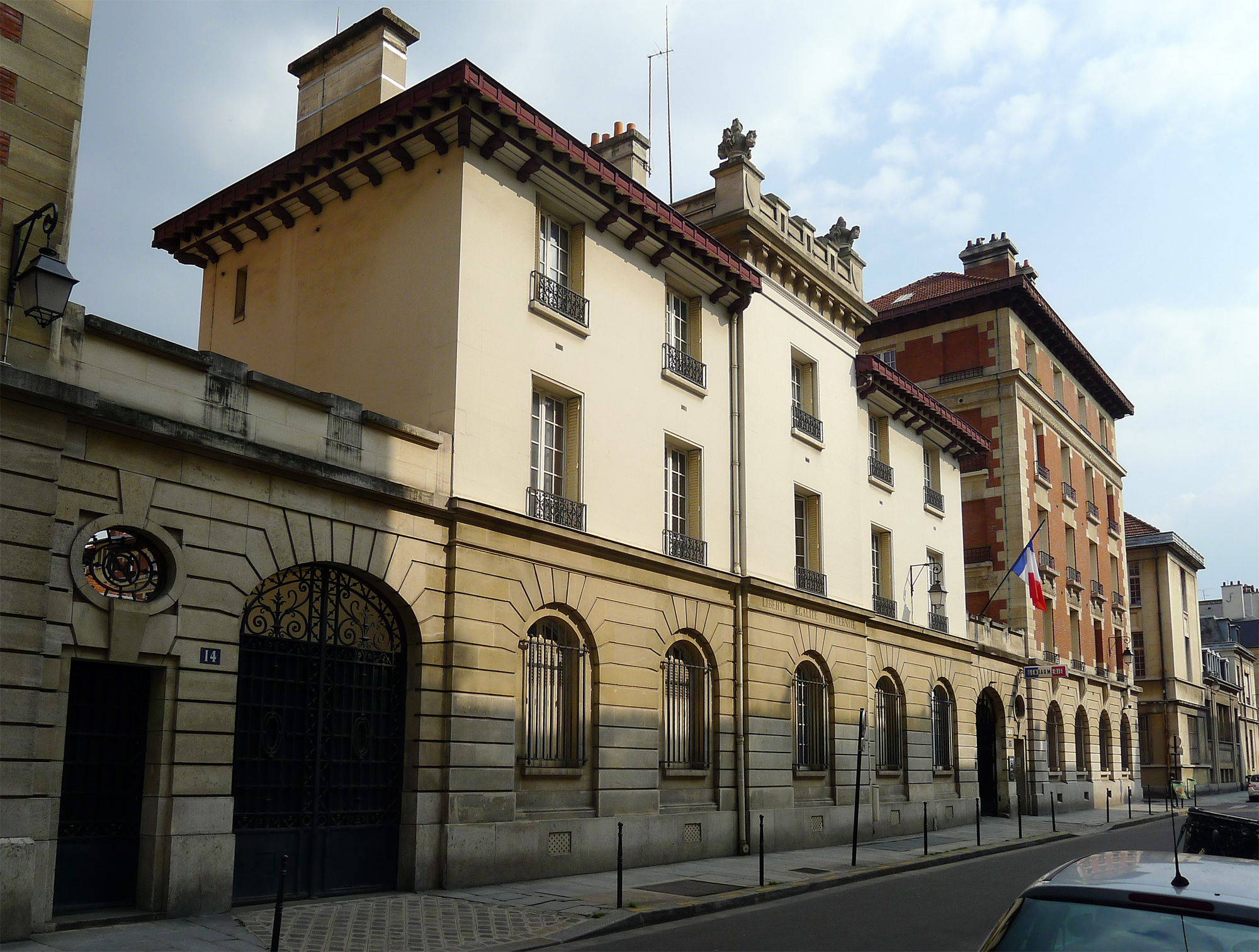
Nos 12 et 14 : caserne de gendarmerie construite à l'emplacement de l'ancien couvent des Minimes.

## Pour approfondir